# Pentan-3-ol
Pentan-3-ol is een organische verbinding met als brutoformule C5H12O. De stof komt voor als een kleurloze vloeistof met een kenmerkende geur, die matig oplosbaar is in water, aceton en benzeen. Pentan-3-ol is een structuurisomeer van pentanol.

## Toxicologie en veiligheid
Pentan-3-ol reageert hevig met oxiderende stoffen, waardoor kans op brand en ontploffing ontstaat.
De stof is irriterend voor de ogen, de huid en de luchtwegen. Als deze vloeistof wordt ingeslikt en daarna in de luchtwegen terechtkomt, kan longoedeem ontstaan. Pentan-3-ol kan effecten hebben op het centraal zenuwstelsel en blootstelling kan bewusteloosheid veroorzaken.